# Hydra paludicola
Hydra paludicola är en nässeldjursart som beskrevs av Itô 1947. Hydra paludicola ingår i släktet Hydra och familjen Hydridae. Inga underarter finns listade i Catalogue of Life.